# Babiana tubulosa
Babiana tubulosa es una especie de planta fanerógama de la familia Iridaceae. Es un endemismo de la Provincia del Cabo en Sudáfrica.

## Descripción
Es una planta perennifolia herbácea, geofita que alcanza un tamaño de  0.12 - 0.25 m a una altitud de hasta 300 metros.

## Taxonomía
Babiana ambigua fue descrita por (Burm.f.) Ker Gawl. y publicado en Irid. Gen. 154 1827.
Etimología
Ver: Babiana
tubulosa: epíteto latíno que significa "con forma de tubo"
Sinonimia
- Babiana tubata (Jacq.) Sweet
- Babiana tubulosa var. tubata (Jacq.) Ker Gawl.
- Babiana tubulosa var. tubulosa
- Gladiolus longiflorus Andrews
- Gladiolus tubatus Jacq.
- Ixia tubulosa Burm.f.[5]